# Stefania percristata
Stefania percristata är en groddjursart som beskrevs av Señaris, Ayarzagüena och Stefan Gorzula 1997. Stefania percristata ingår i släktet Stefania och familjen Hemiphractidae. IUCN kategoriserar arten globalt som otillräckligt studerad. Inga underarter finns listade i Catalogue of Life.